# Gravipalpus
Gravipalpus es un género de arañas araneomorfas de la familia Linyphiidae. Se encuentra en Sudamérica.

## Lista de especies
Según The World Spider Catalog 12.0:
- Gravipalpus callosus Millidge, 1991
- Gravipalpus crassus Millidge, 1991
- Gravipalpus standifer Miller, 2007